# بذر سطحي

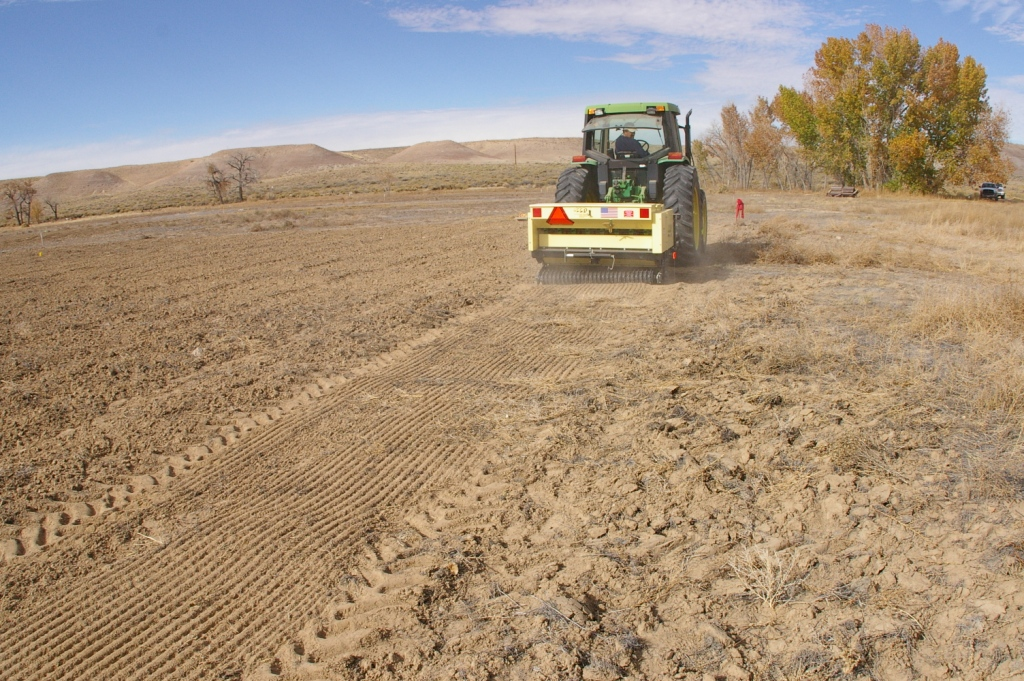
نثر البذور على التربة بواسطة الآلات الميكانيكية.

في علم التحريج وزراعة الحدائق والبستنة، البذر السطحي هو نثر البذور على التربة بواسطة آلات ميكانيكية أو بواسطة اليد. على النقيض مع زراعة البذور حيث توضع البذور في صفوف في داخل التربة.